# Issa Ndoye
Issa Ndoye (ur. 12 grudnia 1985 w Thiès) – senegalski piłkarz, grający na pozycji bramkarza, reprezentant Senegalu.

## Kariera piłkarska

### Kariera klubowa
Karierę piłkarską rozpoczął w miejscowym klubie Mbaxaan Thiès. W latach 2001–2004 występował w ASC Jeanne d’Arc. W 2005 przeszedł do irańskiego klubu Zob Ahan Isfahan. W czerwcu 2009 podpisał kontrakt z ukraińskim klubem Wołyń Łuck, w którym występował do lata 2011. Następnie był piłkarzem takich klubów jak: Greuther Fürth, US Créteil-Lusitanos, Teraktor Sazi Tebriz i Sławija Mozyrz.

### Kariera reprezentacyjna
W 2007 debiutował w reprezentacji Senegalu. Wcześniej występował w reprezentacji U-17 oraz w U-21.

## Sukcesy i odznaczenia

### Sukcesy klubowe
- wicemistrz Pierwszej Lihi: 2009/10